# Palazzo Sirotti Gaudenzi
Der Palazzo Sirotti Gaudenzi ist ein Palast aus dem 18. Jahrhundert im historischen Zentrum von Cesena in der italienischen Region Emilia-Romagna. Es liegt an der Via Chiaramonti 34.

## Geschichte
Der Palast wurde Ende des 18. Jahrhunderts auf den Resten früherer Gebäude errichtet, die vermutlich aus der Zeit der Malatestas (15. Jahrhundert) stammten. Er war die Residenz der Grafen Pasolini, die ihn später an die Patrizierfamilie Sirotti Gaudenzi verkauften.

## Beschreibung
Die schlichte, elegante, klassizistische Fassade zeigt Halbreliefe der sechs Gottheiten (darunter der Fluss Savio, das Symbol für Cesena). Die Innenräume sind mit Werken von Felice Giani und Giovann Battista Ballanti Graziani dekoriert.
Ins Hauptgeschoss gelangt man über ein Treppchen, das durch eine blinde Galerie gekennzeichnet ist, die zwei Monumentalgemälde zeigt. Eins von ihnen zeigt Ariadne mit dem Geparden und das andere einen meisterhaften Masaniello, eine Figur, die in einem Patrizierhaus völlig überrascht. Im Hauptsalon gibt es zwei große Gemälde von Felice Giani, die Marcus Atilius Regulus gewidmet sind, und die beiden repräsentativsten Arbeiten von Ballanti Graziani („Sacrificio pagano“ und „Le tre grazie“; dt.: „Heidnisches Opfer“ und „Die drei Grazien“). Im blauen Saal kann man Arbeiten von Pietro Piani und weitere Stuckarbeiten von Ballanti Graziani (vergoldete Putten) sehen, während der folgende, grüne Saal ein Gewölbe besitzt, das mit floralen Motiven verziert ist. Der achteckige Saal wurde mit dem Gemälde von Felice Giani verschönert, auf dem das Bankett der Erinnyen abgebildet ist. Im rosafarbenen Salon fallen Dekorationen im pompeianischen Stil auf. Ein letzter, großer Saal („Saal des Fauns“ genannt) wurde ebenfalls von Giani dekoriert. Die wichtigsten Räumlichkeiten des Hauptgeschosses sind miteinander durch eine originale Galerie verbunden, die mit klassizistischen und grotesken Motiven verziert ist. Von den genannten Räumen ist der ovale Raum bemerkenswert, ein echtes, klassizistische Juwel, in dem sich das Gemälde von Giani mit dem Titel Amorini che danzano (dt.: Tanzende Amoretten) befindet.
Im zweiten Obergeschoss gibt es weitere Räume, die zum Zyklus Gianis gehören. Dort ist insbesondere der große Hochzeitssaal, auch Sala della musica (dt.: Saal der Musik) genannt, der durch eine exzellente Akustik gekennzeichnet und mit den Abbildungen einiger Musen, sowie mit einem weiteren Gemälde von Giani mit einer künstlerischen Vorführung im alten Rom verziert ist. Angebaut an den Saal der Musik ist die Bibliothek, die durch Dekorationen mit der Geschichte von Ödipus bereichert ist. Der Salon in diesem obersten Stockwerk zeigt einige, schöne Szenen, die der Schule von Ferdinando Galli da Bibiena zugeschrieben werden.
In einem der Innenhöfe des Palastes, zum angrenzenden Casa Sirotti hin, gibt es einen mittelalterlichen Turm (vermutlich im 19. Jahrhundert umgebaut), in dem der Sage nach der Heilige Karl Borromäus während seines Aufenthaltes in Cesena gewohnt hat.